# NGC 2675
NGC 2675 est une vaste galaxie elliptique relativement éloignée et située dans la constellation de la Grande Ourse. NGC 2675 a été découverte par l'astronome prussien Heinrich d'Arrest en 1861.

## Caractéristiques
Sa vitesse par rapport au fond diffus cosmologique est de 9 446 ± 10 km/s, ce qui correspond à une distance de Hubble de 139,3 ± 9,8 Mpc (∼454 millions d'al).
À ce jour, deux mesures non basées sur le décalage vers le rouge (redshift) donnent une distance de 123,500 ± 27,749 Mpc (∼403 millions d'al), ce qui est à l'intérieur des valeurs de la distance de Hubble. Notons cependant que c'est avec la valeur moyenne des mesures indépendantes, lorsqu'elles existent, que la base de données NASA/IPAC calcule le diamètre d'une galaxie et qu'en conséquence le diamètre de NGC 2675 pourrait être d'environ 61,3 kpc (∼200 000 al) si on utilisait la distance de Hubble pour le calculer.
Selon la base de données Simbad, NGC 2675 est une galaxie LINER, c'est-à-dire une galaxie dont le noyau présente un spectre d'émission caractérisé par de larges raies d'atomes faiblement ionisés.